# Совет департамента Ивелин
Сове́т департа́мента Ивели́н (фр. Conseil départemental des Yvelines) — совещательное собрание департамента Ивелин французского региона Иль-де-Франс, в состав которого входят 42 советника из 21 кантона (по одному мужчине и одной женщине от каждого кантона). Советники избираются сроком на шесть лет. Штаб-квартира Совета находится в Версале, в здании Hôtel de Préfecture des Yvelines. Председателем Совета с 1 июля 2021 года является республиканец Пьер Бедье.